# Paragominas
Paragominas es un municipio del estado de Pará en la Región Norte de Brasil.
La ciudad es servida por el aeropuerto de Nagib Demachki.

## Toponimia
El nombre del municipio tiene su origen en una serie de abreviaturas de los estados de Pará, Goiás y Minas Gerais ("Para-Go-Minas").

## Clima
El clima de Paragominas es tropical. Según la clasificación climática de Köppen, el clima puede clasificarse como tropical de sabana (Aw). La temperatura media es de 26,5 °C. La precipitación media anual es de 1761 mm.